# Hollow Point
Hollow Point es una película estadounidense de acción y suspenso de 2019, dirigida por Daniel Zirilli, que a su vez la escribió junto a Chad Law y Evan Law, en la fotografía estuvo Carmen Cabana y los protagonistas son Luke Goss, Dilan Jay y Michael Paré, entre otros. El filme fue realizado por Halcyon Films y se estrenó el 24 de diciembre de 2019.

## Sinopsis
Trata acerca de un hombre en luto que lidia con el crimen, el cual afecta a toda la ciudad, y también con unos carismáticos vigilantes que quieren matarlo.